# Ро (остров)
Ро (греч. Ρω, Айос-Еорьос, Άγιος Γεώργιος, Кара, тур. Karaada — «чёрный остров») — маленький необитаемый остров к западу от Мейисти (Кастелоризон). Наивысшая точка 105 м над уровнем моря. Административно относится к общине Мейисти в периферийной единице Родос в периферии Южные Эгейские острова.

## Башня Ро
Крепость на островке Ро расположена на вершине холма и занимает небольшую площадь 30×25 м. Доступна с южной стороны, а на севере крутые скалы. Крепость состоит из двойной стены, части которой сохранились на юго-западной и юго-восточной сторонах, и внутренней прямоугольной башни размером 12,5×13 м, построенной в виде каменной кладки из тёсаного камня. Центральная башня сохранилась до высоты около 4 м. Внутри находится цистерна для сбора дождевой воды, облицованная глиной и известковой штукатуркой, примерно 5,5 м в диаметре. Остатки винного пресса за пределами башни и каменного конического сосуда указывают на участие в сельскохозяйственных работах по снабжению небольшого гарнизона, размещённого там. В начале нового времени Ламброс Кацонис использовал крепость в качестве своей базы для операций в период османского владычества (1788—1792). Вероятно, в это время верхний ряд мелких камней был добавлен к западной стене.
Крепость Ро в составе античных башен Эгейского моря относится к кандидатам в объекты всемирного наследия ЮНЕСКО.

## Хозяйка острова Ро

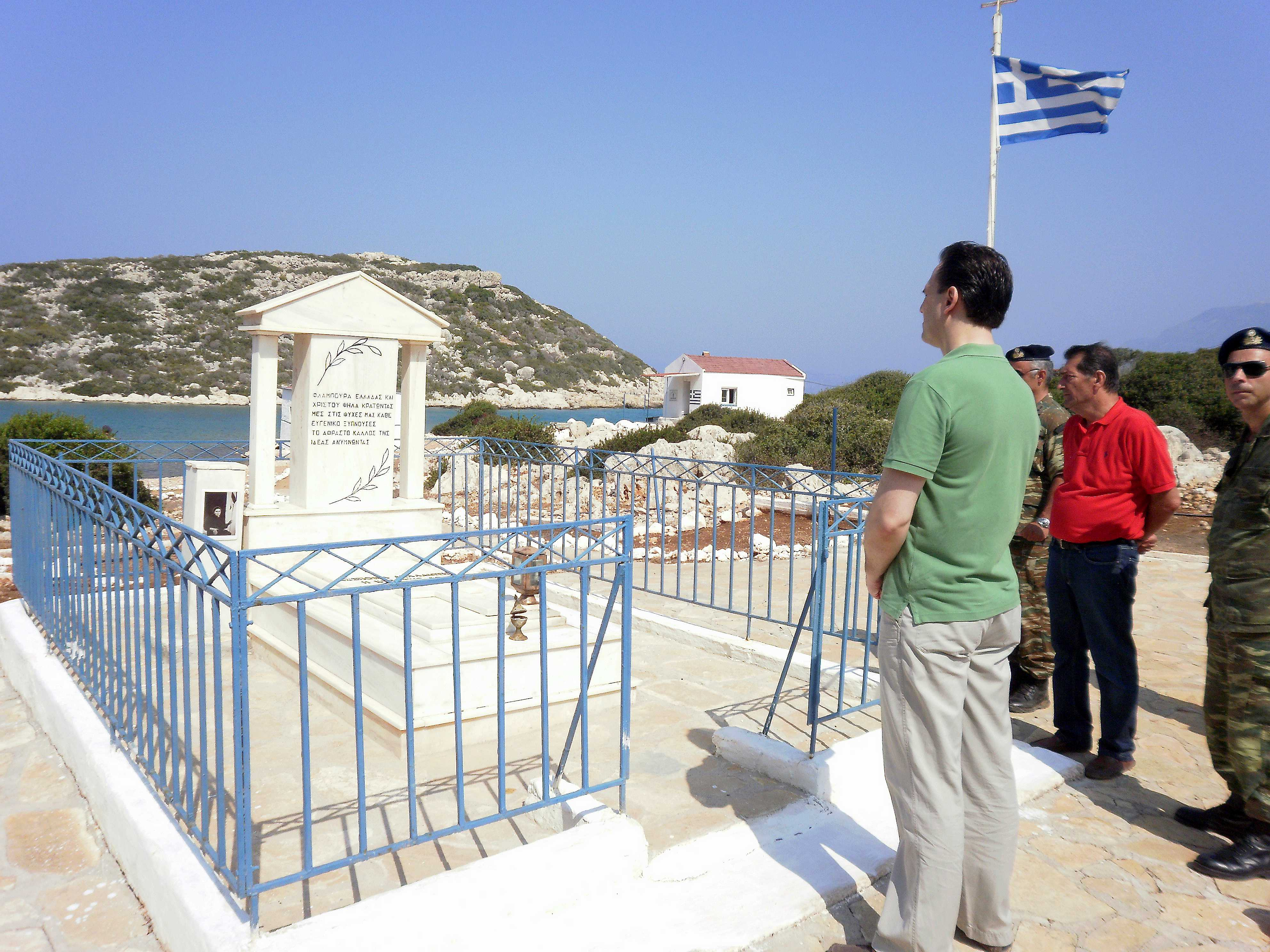
Заместитель министра иностранных дел Греции Димитрис Друцас перед могилой Деспины Ахладиоти во время визита на Ро в августе 2010 года

С 1927 года на острове жила Деспина Ахладиоти (1890—1982), известная как Хозяйка острова Ро. На протяжении сорока лет (1943—1982) она поднимала флаг Греции, демонстрируя тем самым принадлежность этого острова Греции.